# Новые Санжары
Но́вые Санжа́ры (укр. Нові Санжари) — посёлок, Новосанжарский поселковый совет, Новосанжарский район, Полтавская область, Украина.
Является административным центром Новосанжарского района и Новосанжарского поселкового совета, в который не входят другие населённые пункты.

## Географическое положение
Посёлок находится на берегах реки Ворскла (в основном на правом берегу), в месте впадения в неё реки Ворона (название реки Полузерье в нижнем течении), выше по течению на расстоянии в 2,5 км расположено село Кунцево, ниже по течению на расстоянии в 0,5 км расположено село Забродки, выше по течению реки Ворона примыкает село Лелюховка, на левом берегу реки Ворскла на расстоянии в 0,5 км расположены сёла Зачепиловка и Клюсовка.
Река Ворскла в этом месте извилистая, образует лиманы, старицы и заболоченные озёра.

## Происхождение названия
Считается что слово Санжары тюркского происхождения и в переводе означает урочище или брод. Но есть и другие версии

## История
Поселение было основано в первой половине XVII века. Считается, что Новые Санжары основаны выходцами со Старых Санжар.
Значительным поселением Новые Санжары стали при Богдане Хмельницком. В 1672 году Новые Санжары имели стратегическое значение как передовой воинский пост в битве отрядов Запорожской Сечи и Белгородской орды.
Во время Великой Северной войны Новые Санжары снова оказались в зоне боевых действий.
В ходе административной реформы 1764 года Новые Санжары оказались на территории Новороссийской губернии, в конце XVIII века — переданы в состав Малороссийской губернии.
В 1802 году вошли в состав Кобелякского уезда Полтавской губернии, с начала 1890-х годов здесь действовала крупная водяная мельница.
В 1909 году сельская община постановила построить в Новых Санжарах памятник в честь 200-летия Полтавской битвы, который был открыт 27 июня 1909. Во время гражданской войны памятник исчез. В октябре 1965 при строительстве магазина в центре посёлка строители откопали памятник. По решению поселкового совета был установлен на углу улиц Октябрьской и Слесарной, в живописном сквере.
В январе 1918 года здесь была установлена Советская власть.
7 марта 1923 года Новые Санжары стали районным центром.
В июле 1925 года Новые Санжары получили статус посёлка городского типа.
В январе 1932 здесь началось издание районной газеты.
В 1933 году в Новых Санжарах был открыт санаторий.
Во время Великой Отечественной войны почти тысяча жителей посёлка пошла на защиту Отечества, около 600 из них не вернулись с фронта. В их честь в посёлке сооружён памятник погибшим воинам, на центральном кладбище есть памятный мемориал.
В 1954 году здесь действовали маслодельный завод, обозный завод, мастерская художественной вышивки и ковроделия, средняя школа, шесть библиотек, Дом культуры и Дом пионеров.
В 1974 году здесь действовали кожевенный завод, маслодельный завод, фабрика художественных изделий и предприятия по производству мебели.
В 1981 году действовали кожевенный завод, пищевкусовая фабрика, филиал производственно-художественного объединения «Полтавчанка», цех объединения «Полтавадрев», мебельный цех полтавской фабрики «Реммебель», цех Кобелякского молочно-консервного комбината, межколхозная строительная организация, райсельхозтехника, комбинат бытового обслуживания, общеобразовательная школа, музыкальная школа, больница, поликлиника, санаторий, дом отдыха, туристическая база, Дом культуры и две библиотеки.
В мае 1995 года Кабинет министров Украины утвердил решение о приватизации находившихся здесь кожевенного завода, мебельной фабрики, райсельхозтехники и райсельхозхимии.
20 февраля 2020 года в Новых Санжарах произошли столкновения между правоохранителями и местными жителями, протестующими против размещения в медицинском центре Национальной гвардии «Новые Санжары» украинских граждан, эвакуированных из китайского города Ухань в связи с эпидемией коронавируса COVID-2019. Пострадали 10 полицейских и один гражданский, открыто два уголовных дела.

## Население
В январе 1959 года численность населения составляла 4677 человек.
В 1981 году численность населения составляла 8,3 тыс. человек.
В январе 1989 года численность населения составляла 9130 человек.
По состоянию на 1 января 2013 года численность населения составляла 8459 человек.

## Экономика
- Новосанжарский завод продовольственных товаров «Ворскла».
- Новосанжарское лесное хозяйство, ГП.
- Новосанжарский кожзавод, АОЗТ.
- Новосанжарская лесомелиоративная станция.
- Новосанжарский межрайснаб.
- Новосанжарский консервный комбинат.
- Предприятие по разливу минеральной воды «Новосанжарская».
- Новосанжарский хлебокомбинат.
- Новосанжарский санаторий-профилакторий «Антей».
- Новосанжарский элеватор.
- Медицинский центр «Новые Санжары» — гастроэнтерологическая здравница.
- Новосанжарская районная типография, КП.
- Новосанжарский агродорстрой, ООО.

## Объекты социальной сферы
- Центральная районная больница.
- Новосанжарский УВК.
- Музыкальная школа.
- Центр детского и юношеского творчества.
- Дом культуры.

## Транспорт
Рядом проходит автомобильная дорога М-22 (E 577), в 7 км находится железнодорожная станция Новые Санжары.

## Достопримечательности
Визитной карточкой Новых Санжар является Медицинский центр внутренних войск МВД «Новые Санжары».
Возле Санжар находятся базы отдыха и пионерские лагеря.
В июле регулярно проводится фестиваль «Остров сокровищ».

## Религия
- До революции в посёлке Новые Санжары было пять храмов. Последний из них был разрушен в конце 60-х годов XX века.
- Свято-Троицкая церковь.
- В Новых Санжарах есть Евангельская церковь «Благовестие Христа».

## Известные уроженцы
- Евгений Фёдорович Деряжный (1923—2004) — советский работник промышленности, директор Новосибирского завода радиодеталей[15].